# Ilse Van Den Vonder
Ilse Livina Van Den Vonder (Bonheiden, 21 maggio 1980) è un'ex cestista belga.
Alta 175 cm, giocava come ala.

## Carriera
Nel 2007 è stata convocata per gli Europei in Italia con la maglia del Belgio.